# Matt Smith (acteur)
Matthew Robert Smith (Northampton, 28 oktober 1982) is een Engels acteur, die bekend is door zijn rollen in populaire tv-series, zoals The Doctor in Doctor Who, prins Philip in The Crown en Daemon Targaryen in House of the Dragon.

## Levensloop
Smith begon als een voetballer maar moest in 2003 zijn carrière opgeven vanwege een rugblessure. Na enkele theaterrollen maakte hij in 2006 de overstap naar de televisie als acteur. In 2007 speelde hij zijn eerste belangrijke rol als Danny in de BBC-serie Party Animals en in hetzelfde jaar speelde hij zijn eerste West End-theaterrol. In januari 2009 werd hij gekozen voor de rol van de elfde Doctor. Op 3 april 2010 werd de eerste aflevering met hem als The Doctor uitgezonden. Hij stopte met Doctor Who in 2013 in de Kerstspecial. In die aflevering wordt hij "herboren" als de nieuwe doctor met als acteur Peter Capaldi. Sinds 2022 speelt hij Daemon Targaryen in de HBO-serie House of the Dragon.

## Filmografie

### Film
| Jaar | Titel                           | Rol                   | Opmerkingen       |
| ---- | ------------------------------- | --------------------- | ----------------- |
| 2008 | In Bruges                       | jonge Harry Waters    |                   |
| 2009 | Together                        | Rob                   | kortfilm          |
| 2010 | Womb                            | Thomas                |                   |
| 2011 | Christopher and His Kind        | Christopher Isherwood |                   |
| 2012 | Bert and Dickie                 | Bert Bushnell         |                   |
| 2013 | Cargese                         |                       | kortfilm en regie |
| 2014 | Lost River                      | Bully                 |                   |
| 2015 | Terminator Genisys              | Alex / T-5000         |                   |
| 2016 | Pride and Prejudice and Zombies | William Collins       |                   |
| 2018 | Mapplethorpe                    | Robert Mapplethorpe   |                   |
| 2018 | Patient Zero                    | Morgan                |                   |
| 2018 | Charlie Says                    | Charles Manson        |                   |
| 2019 | Official Secrets                | Martin Bright         |                   |
| 2020 | His House                       | Mark                  |                   |
| 2021 | Last Night in Soho              | Jack                  |                   |
| 2022 | Morbius                         | Loxias Crown          |                   |

### Televisie
| Jaar       | Titel                         | Rol                 | Opmerkingen   |
| ---------- | ----------------------------- | ------------------- | ------------- |
| 2006       | The Ruby in the Smoke         | Jim Taylor          |               |
| 2007       | The Shadow in the North       | Jim Taylor          |               |
| 2007       | Party Animals                 | Danny Foster        |               |
| 2007       | Secret Diary of a Call Girl   | Tim                 |               |
| 2007       | The Street                    | Ian Hanley          |               |
| 2010       | The Sarah Jane Adventures     | The Eleventh Doctor |               |
| 2010-2014  | Doctor Who                    | The Eleventh Doctor |               |
| 2016–2017  | The Crown                     | Prins Philip        | Netflix-serie |
| 2021       | This Time with Alan Partridge | Dan Milner          |               |
| 2022-heden | House of the Dragon           | Daemon Targaryen    | HBO-serie     |

- Biblioteca Nacional de España: XX5749585
- Bibliothèque nationale de France: cb16660452m (data)
- Gemeinsame Normdatei: 1012584550
- International Standard Name Identifier: 0000 0003 5648 0755
- Library of Congress Control Number: no2010182099
- MusicBrainz: fdf8f183-d295-4dcd-b1cc-c932240befcf
- Nationale Bibliotheek van Tsjechië: xx0164138
- Nationale Bibliotheek van Israël: 987008870587105171
- Nederlandse Thesaurus van Auteursnamen: 39413057X
- Système universitaire de documentation: 170529029
- Virtual International Authority File: 266007488
- WorldCat: E39PBJwtrxBwvQc7kV3qvRTWDq